# Neogonus hiemalis
Neogonus hiemalis là một loài bọ cánh cứng trong họ Melandryidae. Loài này được Semenov-Tian-Shanskii & Arnoldi miêu tả khoa học năm 1937.